# 刘濮鲲
刘濮鲲 （1965年11月—），男，四川人，中国电子学家，北京大学信息科学技术学院教授、应用电子学研究所所长，主要从事微波、毫米波与太赫兹电子学等领域研究。发表论文数百篇，授权国家发明专利数10项，获得中国国家科技进步二等奖等多个奖项。中国教育部第六批“长江学者”特聘教授。

## 学术兼职
《IEEE Access》、《微波学报》副主编、《红外与毫米波学报》等期刊编委。
中国真空学会常务理事、中国电子学会太赫兹分会副主任委员。